# Spielhilfe (Orgel)

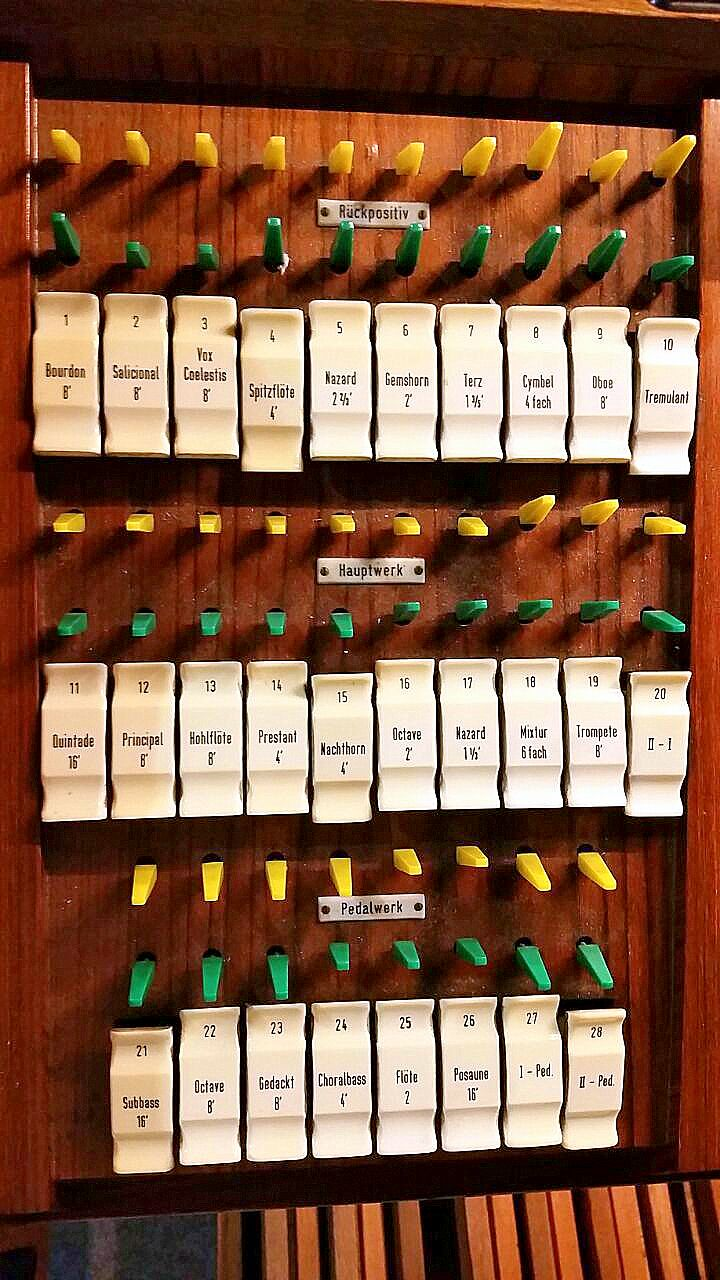
Weiße Registerwippen, die auch für die Koppeln dienen (II-I, I-Ped, II-Ped), und kleine bunte Schalter für freie Kombinationen

Als Spielhilfe bezeichnet man eine technische Vorrichtung an Orgeln, die Spezialfunktionen auslöst oder voreingestellte Klangparameter ändert. Durch Koppeln kann der Organist die verschiedenen Werke einer Orgel miteinander verbinden. Während des Spiels ermöglichen Registrierhilfen einen schnellen Wechsel der Registrierung.

## Pfeifenorgeln

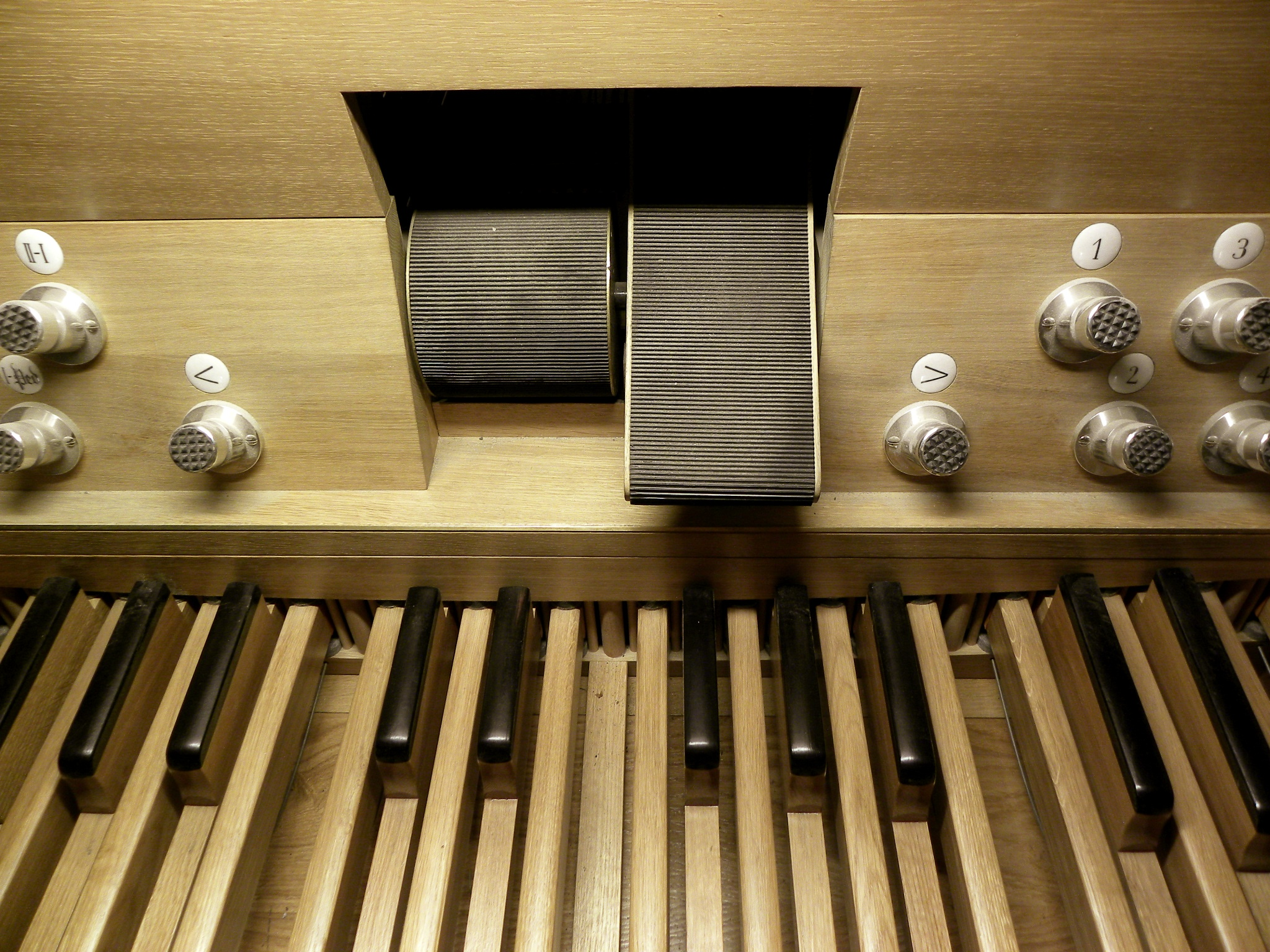
Über der Pedalklaviatur: Crescendo-Walze und Schwelltritt, seitlich Pistons

Spielhilfen bei Pfeifenorgeln werden im Bereich der Hände durch Registerzüge (Manubrien), Wippen oder Druckknöpfe (Pistons) und im Bereich der Füße durch Tritte, Pistons oder Walzen ein- und ausgeschaltet.
Im spätgotischen Orgelbau waren zwei Registriervorrichtungen bekannt. Mit Hilfe der Sperrventile konnte registriert werden, indem ein Teilwerk von der Windversorgung abgeschnitten oder zugeschaltet wurde.
Koppeln werden ebenfalls seit dem 15. Jahrhundert eingesetzt und sind bis heute die am häufigsten gebauten Spielhilfen im Orgelbau, finden sich aber auch beim Cembalo, Harmonium und Akkordeon. Koppeln stellen Verbindungen zwischen den Manualen oder zwischen einem Manual und dem Pedal her, sodass die Register aus einem anderen Werk (Normalkoppel) oder die Töne einer anderen Oktave (Oktavkoppel) erklingen. Ein Koppelmanual ist ein zusätzliches Manual ohne eigene Register, an das andere Manuale angekoppelt werden können.
Die Einführung der pneumatischen Traktur im 19. Jahrhundert ermöglichte neue Registrierhilfen wie die festen und freien Kombinationen. Dies sind vorher festgelegte Registrierungen, die ein schnelles Umregistrieren erlaubten. Während die festen Kombinationen vom Orgelbauer für dynamische Abstufungen eingerichtet wurden, kann der Organist freie Kombinationen im Vorfeld selbst bestimmen. Der Registerschweller (auch Walze, Rollschweller oder Crescendotritt genannt) war im romantischen Orgelbau beliebt. Mithilfe einer Walze oder eines Balanciertritts werden nacheinander Register hinzugezogen, sodass ein Crescendo entsteht. Durch den Absteller können bestimmte Registergruppen abgeschaltet werden. Die Registerfessel ermöglicht ein Umregistrieren während des Spiels, wobei die Änderungen beim Abschalten der Registerfessel wirksam werden. Heute stehen durch elektrische Setzeranlagen Tausende von programmierbaren Kombinationen zur Verfügung.
Der Schwellkasten ist ein geschlossener Holzkasten für ein eigenes Teilwerk. Er wurde vereinzelt bereits im 17. Jahrhundert in Spanien und zu Beginn des 18. Jahrhunderts in Deutschland und England eingeführt, erfreute sich aber vor allem im romantischen Orgelbau großer Beliebtheit. Das stufenlose Öffnen und Schließen der Holztüren oder Jalousien ermöglicht eine Dynamik und eine Änderung der Klangfarbe.
Des Weiteren werden manchmal auch Bauelemente der Spieltraktur, die hauptsächlich zur Reduzierung der aufzuwendenden Kräfte zur Betätigung eines Tonventiles dienen, als Spielhilfe bezeichnet. Dies sind Teile wie Barkerhebel, Vorventil oder Balancier.